# Journal of Applied Toxicology
Journal of Applied Toxicology (abrégé en J. Appl. Toxicol.) est une revue scientifique à comité de lecture. Ce mensuel publie des articles de recherches originales concernant la toxicologie.
D'après le Journal Citation Reports, le facteur d'impact de cette revue était de 2,982 en 2014. Actuellement, le directeur de publication est Philip W. Harvey.